# Átadási vonal (buddhizmus)
Az átadási vonal vagy átadásvonal a buddhizmusban a buddhista tanítások személyes átadását jelenti tanítótól tanítványnak, amelyet elméletileg egészen Gautama Buddháig vezetnek vissza." Az átadás történhet szóban vagy tanúsított dokumentumokon keresztül. A zen és a tibeti buddhizmusban források rögzítik a történelmi tanítókat. Ezek a források érvényesítik a hagyományvonal képviselőit.

## Vinaja
A vinaja átadásvonalában a bhikkhu (szerzetes) és a bhikkhuni (apáca) beavatási feltételei közé tartozik, hogy  legyen jelen legalább öt szerzetes, akik közül legalább egy teljes jogú tanító, illetve még egy ún. acsarja, azaz vezető tanító. Ez a fajta apáca átadási vonal több buddhista országban már megszakadt. Amikor például Tendzin Palmo bhikkhuni teljes rendi felvételt szeretett volna el kellett utaznia Hongkongba, hogy ezt megtehesse.

## Mahásziddha
A mahásziddha hagyomány átadásvonalai nem feltétlenül a történelmi Buddhától erednek, azonban mégis megalapozottnak tekinthető, a többi buddhista vonalhoz hasonlóan, ugyanis a legősibb Dharmakaja Buddhához sorolják magukat.

## A csan és a zen vonalak

### Átadásvonalak szerkezete
A csan buddhizmusban a patriarkális átadásvonalak Faru (法如 638–689) sírfeliratáig vezethetők vissza, aki Hongren (弘忍 601–674) 5. pátriárka tanítványa volt. A sírfelirat egyetlen sora Bódhidharmát nevezi az első pátriárkának. Bódhidharma írásaiban csupán két tanítványát nevezi meg, Taoju és Huike szerzeteseket. 
A 6. században összegyűjtötték a híres szerzetesek életrajzait. Ezekből az irodalmakból egy jellegzetes csan vonal fejlődött ki: 
|  | „Ezek a híres életrajzok non-szektariánusok voltak. A csan életrajzi művek azonban igyekeztek a csan buddhizmust törvényes buddhista iskolaként megalapozni, amely visszavezethető Indiai forrásokhoz. Ugyanakkor kiemelték a csan különlegességét is. A szövegek összeállítóinak nem sokat jelentett a történelmi hitelesség. A régi legendákat megismételték, amelyekhez újabb történetek adódtak, amelyek később maguk is legendává váltak.” |
|  | |

### A hat pátriárka
A legkorábbi átadásvonalak Bódhidharmától Huiningig szólnak. Nem létezik általánosan elfogadott 7. kínai pátriárka.
A csan és a zen hagyományok legfőbb tanítóit pátriárkának nevezik, holott megfelelőbb volna az "alapítók" (祖, zu3) és az "ősi mesterek" (祖師, zu3shi1) kifejezés. A különböző források egymástól némileg eltérő vonalat adnak meg.

### A Gautama Buddha utáni folytonos átadásvonal
A csan buddhizmusban Bódhidharma átadásvonalát egészen Gautama Buddháig vezetik vissza. Jongcsia Hszüancsue (665-713) a Megvilágosodás éneke (證道歌 Zhèngdào gē) című művében Bódhidharmát a 28. pátriárkának nevezi, aki egészen Mahákásjapáig, Buddha tanítványáig visszavezethető.
A 14. századi zen Fény átadása című gyűjteményben 28 pátriárka szerepel ebben az átadásvonalban, összesen pedig 53:
|    | SZANSZKRIT           | KÍNAI                        | VIETNAMI                      | JAPÁN           | KOREAI                 |
| -- | -------------------- | ---------------------------- | ----------------------------- | --------------- | ---------------------- |
| 1  | Mahákásjapa          | 摩訶迦葉 / Móhējiāyè         | Ma-Ha-Ca-Diếp                 | Makakashyo      | 마하가섭 / Mahagasŏp   |
| 2  | Ánanda               | 阿難陀 / Ānántuó             | A-Nan-Đà / A-Nan              | Anan            | 아난다 / Ananda        |
| 3  | Sánavásza            | 商那和修 / Shāngnàhéxiū      | Thương-Na-Hòa-Tu              | Shonawashu      | 상나화수 / Sanahwasa   |
| 4  | Upagupta             | 優婆掬多 / Yōupójúduō        | Ưu-Ba-Cúc-Đa                  | Ubakikuta       | 우바국다 / Ubagupta    |
| 5  | Dhrtaka              | 提多迦 / Dīduōjiā            | Đề-Đa-Ca                      | Daitaka         | 제다가 / Chedaga       |
| 6  | Miccaka              | 彌遮迦 / Mízhējiā            | Di-Dá-Ca                      | Mishaka         | 미차가 / Michaga       |
| 7  | Vaszumitra           | 婆須密 / Póxūmì              | Bà-Tu-Mật                     | Bashumitsu      | 바수밀다 / Pasumilta   |
| 8  | Buddhanandi          | 浮陀難提 / Fútuónándī        | Phật-Đà-Nan-Đề                | Buddanandai     | 불타난제 / Pŭltananje  |
| 9  | Buddhamitra          | 浮陀密多 / Fútuómìduō        | Phục-Đà-Mật-Đa                | Buddamitta      | 복태밀다 / Puktaemilda |
| 10 | Pársva               | 婆栗濕婆 / Pólìshīpó         | Bà-Lật-Thấp-Bà / Hiếp-Tôn-Giả | Barishiba       | 협존자 / Hyŏpjonje     |
| 11 | Punjajasasz          | 富那夜奢 / Fùnàyèshē         | Phú-Na-Dạ-Xa                  | Funayasha       | 부나야사 / Punayasa    |
| 12 | Ánabodhi / Asvagósza | 阿那菩提 / Ānàpútí           | A-Na-Bồ-Đề / Mã-Minh          | Anabotei        | 마명 / Mamyŏng         |
| 13 | Kapimala             | 迦毘摩羅 / Jiāpímóluó        | Ca-Tỳ-Ma-La                   | Kabimara        | 가비마라 / Kabimara    |
| 14 | Nágárdzsuna          | 龍樹 / Lóngshù               | Long-Thọ                      | Ryusho          | 용수 / Yongsu          |
| 15 | Kánadeva             | 迦那提婆 / Jiānàtípó         | Ca-Na-Đề-Bà                   | Kanadaiba       | 가나제바 / Kanajeba    |
| 16 | Ráhulata             | 羅睺羅多 / Luóhóuluóduō      | La-Hầu-La-Đa                  | Ragorata        | 라후라다 / Rahurada    |
| 17 | Szanghánandi         | 僧伽難提 / Sēngqiénántí      | Tăng-Già-Nan-Đề               | Sōgyanandai     | 승가난제 / Sŭngsananje |
| 18 | Szanghajasas         | 僧伽舍多 / Sēngqiéshèduō     | Tăng-Già-Da-Xá                | Sogyayasha      | 가야사다 / Kayasada    |
| 19 | Kumárata             | 鳩摩羅多 / Jiūmóluóduō       | Cưu-Ma-La-Đa                  | Kumarada        | 구마라다 / Kumarada    |
| 20 | Sajata               | 闍夜多 / Shéyèduō            | Xà-Dạ-Đa                      | Jayana          | 사야다 / Sayada        |
| 21 | Vaszubandhu          | 世親 / Shìqīn                | Bà-Tu-Bàn-Đầu                 | Bashyubanzu     | 바수반두 / Pasubandu   |
| 22 | Manorhita            | 摩拏羅 / Mónáluó             | Ma-Noa-La                     | Manura          | 마나라 / Manara        |
| 23 | Haklenajasasz        | 鶴勒夜那夜者 / Hèlèyènàyèzhě | Hạc-Lặc-Na                    | Kakurokuyasha   | 학륵나 / Haklŭkna      |
| 24 | Szimhabodhi          | 師子菩提 / Shīzǐpútí         | Sư-Tử-Bồ-Đề / Sư-Tử-Trí       | Shishibodai     | 사자 / Saja            |
| 25 | Vasziaszita          | 婆舍斯多 / Póshèsīduō        | Bà-Xá-Tư-Đa                   | Bashashita      | 바사사다 / Pasasada    |
| 26 | Punjamitra           | 不如密多 / Bùrúmìduō         | Bất-Như-Mật-Đa                | Funamitta       | 불여밀다 / Punyŏmilta  |
| 27 | Pradzsnyátára        | 般若多羅 / Bānruòduōluó      | Bát-Nhã-Đa-La                 | Hannyatara      | 반야다라 / Panyadara   |
| 28 | धर्म / Dharma         | 達磨 / Dámó                  | Đạt-Ma                        | だるま / Daruma | 달마 / Dalma           |

### Vonalátvitel Japánba
24 különböző zen vonalat tartanak számon, amelyeket átvittek Japánba. Ezek közül ma már csak három él. A szótó vonalat Dógen vitte át a 13. században Kínából. A Lin-csi vonalat több alkalommal vitték át, ahol később felvette a rinzai vonal nevet.

## Dzsódo sin
A Dzsódo sin hagyományban a pátriárka hét indiai, kínai és japán mesterre vonatkozik, akik az alapító Sinran előtt voltak.